# Ontario Raiders
Ontario Raiders – zawodowa drużyna lacrosse, która grała w National Lacrosse League. Drużyna miała swoją siedzibę w mieście Hamilton w Kanadzie. Rozgrywała ona swoje mecze na Copps Coliseum. Drużyna została założona w 1998 roku.  Po pierwszym sezonie drużyna przeprowadziła się do Toronto i obecnie nazywa się Toronto Rock. 

## Osiągnięcia
- Champion’s Cup
- Mistrzostwo dywizji

## Wyniki
W-P Wygrane-Przegrane, Dom-Mecze w domu W-P, Wyjazd-Mecze na wyjeździe W-P, GZ-Gole zdobyte, GS-Gole stracone
| Sezon | W-P | Dom | Wyjazd | GZ  | GS  |
| ----- | --- | --- | ------ | --- | --- |
| 1998  | 6-6 | 4-2 | 2-4    | 165 | 157 |
| Razem | 6-6 | 4-2 | 2-4    | 165 | 157 |